# العلاقات اليابانية الرومانية
العلاقات اليابانية الرومانية هي العلاقات الثنائية التي تجمع بين اليابان ورومانيا.

## مقارنة بين البلدين
هذه مقارنة عامة ومرجعية للدولتين:
| وجه المقارنة                                              | اليابان         | رومانيا                                                                               |
| --------------------------------------------------------- | --------------- | ------------------------------------------------------------------------------------- |
| المساحة (كم2)                                             | 377.97 ألف      | 238.40 ألف                                                                            |
| عدد السكان (نسمة)                                         | 126.79 مليون    | 19.59 مليون                                                                           |
| الكثافة السكانية (ن./كم²)                                 | 335.45          | 82.17                                                                                 |
| العاصمة                                                   | طوكيو           | بوخارست                                                                               |
| اللغة الرسمية                                             | اللغة اليابانية | اللغة الرومانية                                                                       |
| العملة                                                    | ين ياباني       | ليو روماني                                                                            |
| الناتج المحلي الإجمالي (بليون دولار)                      | 4.87 تريليون    | 211.80 مليار                                                                          |
| الناتج المحلي الإجمالي (تعادل القوة الشرائية) بليون دولار | 5.18 تريليون    | 465.56 مليار                                                                          |
| الناتج المحلي الإجمالي الاسمي للفرد دولار أمريكي          | 34.52 ألف       | 9.47 ألف                                                                              |
| الناتج المحلي الإجمالي للفرد دولار أمريكي                 | 36.62 ألف       | 23.63 ألف                                                                             |
| مؤشر التنمية البشرية                                      | 0.903           | 0.793                                                                                 |
| رمز المكالمات الدولي                                      | +81             | +40                                                                                   |
| رمز الإنترنت                                              | .jp             | .ro                                                                                   |
| المنطقة الزمنية                                           | توقيت اليابان   | ت ع م+02:00، ت ع م+03:00، أوروبا/بوخارست ‏، توقيت شرق أوروبا، توقيت شرق أوروبا الصيفي ‏ |

## مدن متوأمة
في ما يلي قائمة باتفاقيات التوأمة بين مدن يابانية ورومانية:
- ترتبط يوكوهاما مع كونستانتسا باتفاقية توأمة منذ 1968.
- ترتبط موساشينو مع براشوف باتفاقية توأمة.

## منظمات دولية مشتركة
يشترك البلدان في عضوية مجموعة من المنظمات الدولية، منها:
| علم المنظمة | اسم المنظمة                               | تاريخ انضمام اليابان | تاريخ انضمام رومانيا |
| ----------- | ----------------------------------------- | -------------------- | -------------------- |
|             | المنظمة الهيدروغرافية الدولية             | ?                    | ?                    |
|             | منظمة الشرطة الجنائية الدولية             | ?                    | ?                    |
|             | الاتحاد البريدي العالمي                   | ?                    | ?                    |
|             | منظمة التجارة العالمية                    | ?                    | 1995                 |
|             | الفريق المعني برصد الأرض                  | ?                    | ?                    |
|             | مجموعة الموردين النوويين                  | ?                    | ?                    |
|             | مؤسسة التنمية الدولية                     | 27 ديسمبر 1960       | 12 أبريل 2014        |
|             | مؤسسة التمويل الدولية                     | 20 يوليو 1956        | 23 سبتمبر 1990       |
|             | منظمة حظر الأسلحة الكيميائية              | ?                    | ?                    |
|             | الأمم المتحدة                             | 18 ديسمبر 1956       | 14 ديسمبر 1955       |
|             | الاتحاد الدولي للاتصالات                  | 29 يناير 1879        | 9 فبراير 1866        |
|             | البنك الدولي للإنشاء والتعمير             | 13 أغسطس 1952        | 15 ديسمبر 1972       |
|             | مجموعة أستراليا                           | 1985                 | 1995                 |
|             | المركز الدولي لتسوية المنازعات الاستشارية | 16 سبتمبر 1967       | 12 أكتوبر 1975       |
|             | وكالة ضمان الاستثمار متعدد الأطراف        | 12 أبريل 1988        | 10 سبتمبر 1992       |
|             | يونسكو                                    | 2 يوليو 1951         | 27 يوليو 1956        |

## أعلام
هذه قائمة لبعض الشخصيات التي تربطها علاقات بالبلدين:
- كوجي موروفوشي (رامي مطرقة ياباني، 8 أكتوبر 1974 – )

## وصلات خارجية
- موقع وزارة الخارجية اليابانية
- موقع وزارة الخارجية الرومانية